# Príncipe de Gales (diseño)

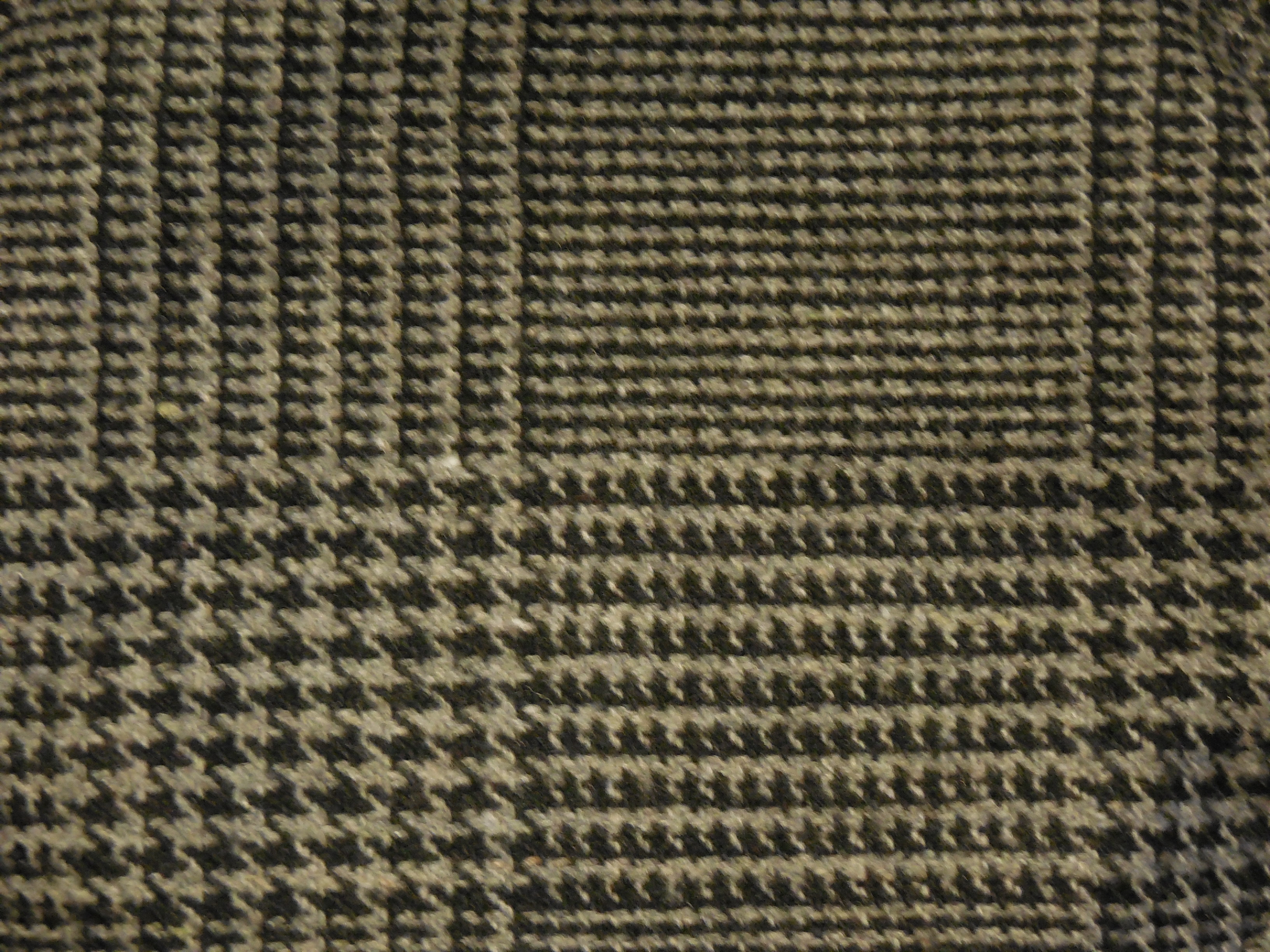
Tejido Príncipe de Gales en blanco y negro

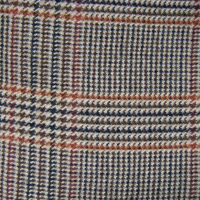
Tejido Príncipe de Gales con un tercer color.

El Príncipe de Gales es un tipo de diseño de tejido de dos colores en forma de cuadros complejos, a veces con un tercer color como perfil. En él se combinan alternativamente grandes cuadros con un diseño milrayas (zona de relación 2A, 2B) junto con cuadros más pequeños en pata de gallo (zona de relación 4A, 4B). Se suelen usar los colores blanco o gris junto al negro, o bien colores más apagados. Este diseño fue popularizado por el Duque de Windsor cuando era Príncipe de Gales, de quien recibe su nombre. Desde un punto de vista técnico, se trata de un tipo de tweed. Aunque en sus orígenes fuera pensado para la lana, su motivo ha sido utilizado en camisas de algodón y otras prendas.

## Historia
En inglés, este tipo de tejido recibe el nombre de Glen Plaid, abreviación de Glen Urquhart plaid. Sus orígenes se remontan al siglo XIX, cuando los grandes terratenientes afincados en Escocia necesitaban motivos vestimentarios para identificar a sus trabajadores. Como los trabajadores no tenían derecho a llevar tejidos en tartán, reservados a los grandes clanes escoceses, se crearon motivos de fantasía llamados Distict Checks (Cuadros de distrito). De esta manera, el motivo Glenn Plaid fue utilizado por primera vez durante los años 1800 por Mary Elizabeth Nina Ogilvy-Grant, Condesa de Seafield, para vestir a sus guardas de coto. Sin embargo, no recibiría su nombre actual hasta 1926.
Este diseño comienza a usarse en las chaquetas de lana masculinas a partir de los años 1920, y fue introducido en los trajes de chaqueta femeninos a partir de los años 1930. Hoy en día, forma parte tanto del vestuario masculino como femenino. En Estados Unidos y Europa a veces es utilizado para los negocios, mientras que en Reino Unido está reservado para el deporte y el ocio. En Reino Unido, Prince Of Wales Check (Cuadro Príncipe de Gales) es un sinónimo de Glenn Plaid, aunque a veces se restringe este término únicamente a ciertos diseños de tipo Glen Plaid superpuestos por una fina cuadrícula en un color diferente.

## En la cultura popular
Conjuntos con diseños de este tipo han sido utilizados por personajes como Pee-Wee Herman. El presidente Ronald Reagan fue criticado por llevar un traje en Príncipe de Gales azul claro y azul oscuro durante un viaje a Europa en 1982. En el cine, ha sido llevado por actores como Cary Grant en la película North by Northwest; Mario Moreno Cantinflas en el Portero y Sean Connery y Daniel Craig en las películas de James Bond.